# Le Lioran

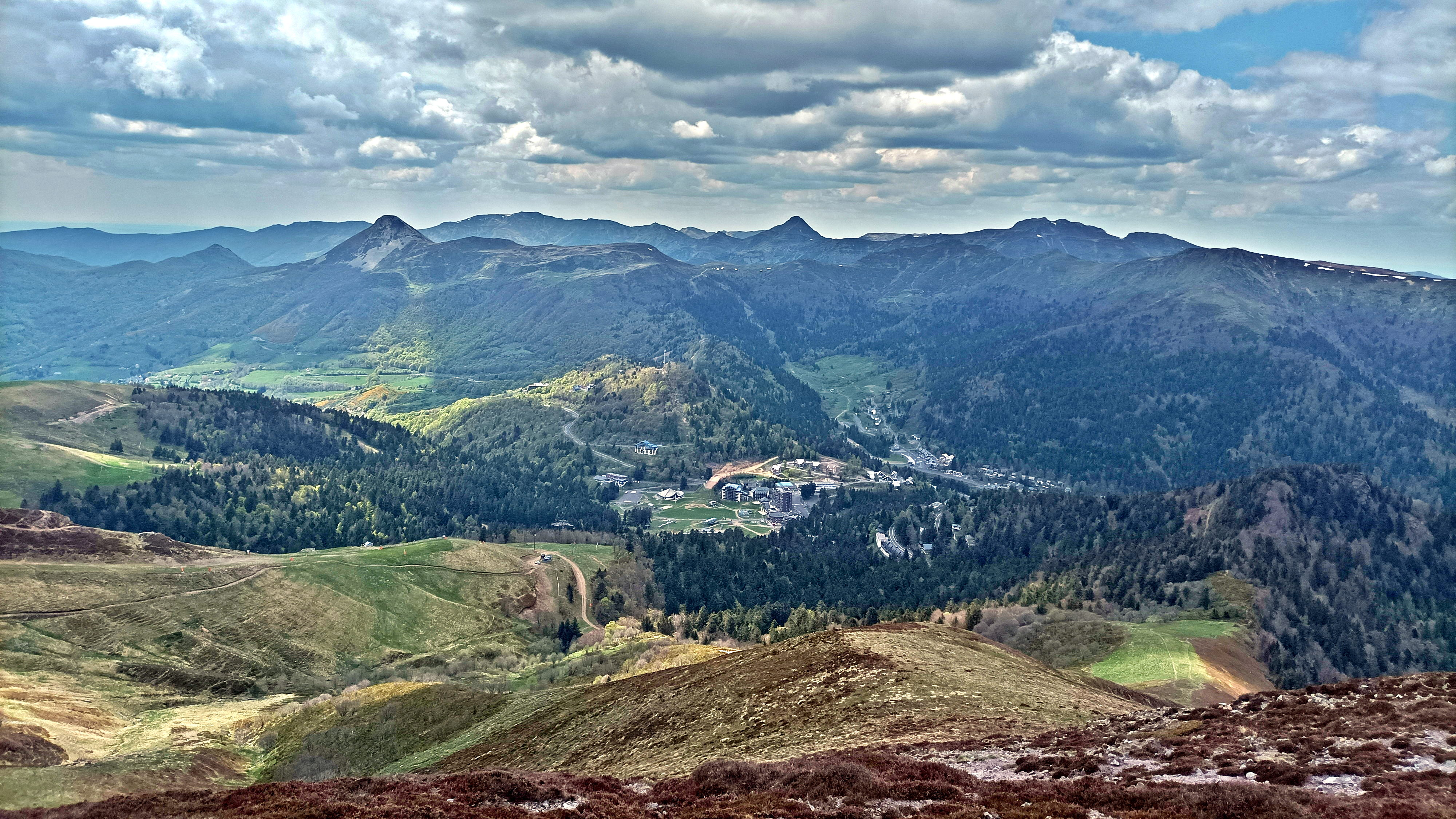
Blick auf Le Lioran

Le Lioran ist ein französischer Wintersportort, der sich im Zentralmassiv im Département Cantal befindet. Der Talort liegt in der Bergregion Monts du Cantal auf einer Höhe von rund 1200 Metern und ist Teil der Gemeinde Laveissière.

## Anfahrt
Le Lioran kann über die N122 vom südwestlichen Aurillac und nordöstlichen Murat erreicht werden. Die Strecke stellt zudem durch den 1515 Meter langen Tunnel de Lioran die schnellste Verbindung zwischen den beiden Gemeinden dar. Alternativ führt die D67 über den Col de Cère (1294 m) ebenfalls durch Le Lioran.
Aufgrund der Station Gare de Le Lioran kann der Wintersportort auch mit der Bahn erreicht werden.

## Wintersport

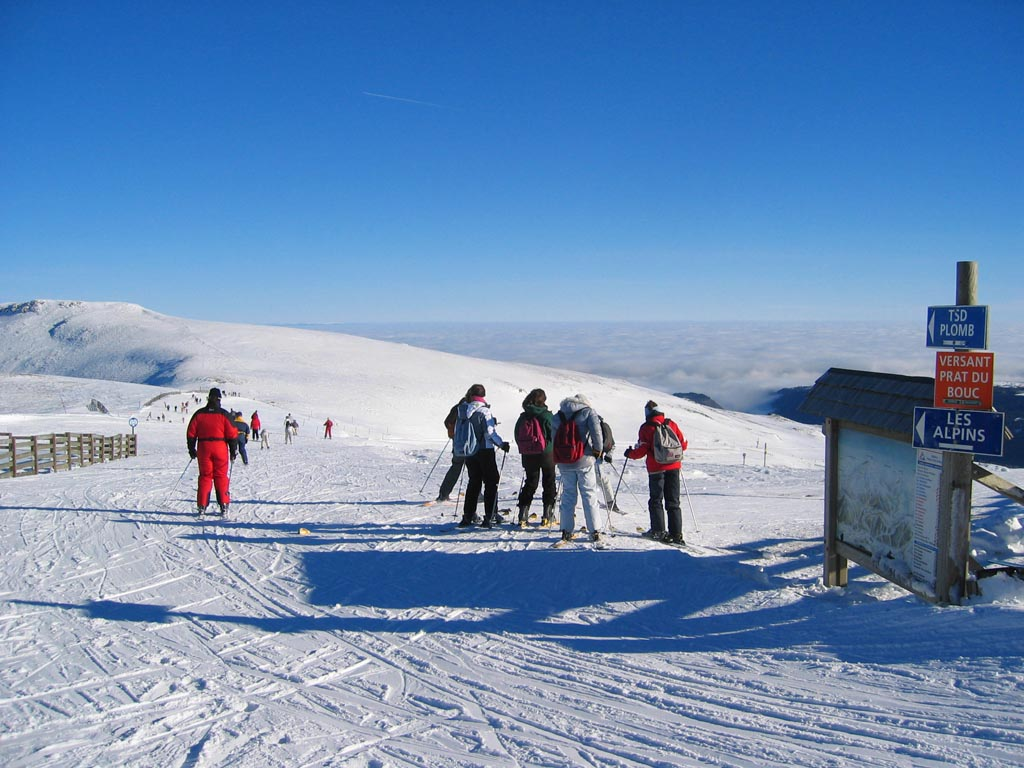
Bergstation, im Hintergrund der Gipfel des Plomb du Cantal

Das Skigebiet wurde im Jahr 1906 erschlossen und umfasst heute eine Fläche von 150 ha. Es liegt auf dem Gebiet der Gemeinden Laveissière, Saint-Jacques-des-Blats und Albepierre-Bredons. Den Ausgangspunkt der meisten Skilifte bildet Super Lioran auf einer Höhe von 1240 Metern. Als Aushängeschild gilt eine Pendelbahn die auf den südlichen Plomb du Cantal (1855 m) führt. Weiters umfasst das Skigebiet acht Sessellifte und sieben Schlepplifte. Die 60 Pistenkilometer umfassen Abfahrten unterschiedlicher Schwierigkeitsstufen. Die südlichen Abfahrten des Plomb du Cantal führen zum Col de Prat de Bouc.

## Radsport
Im Jahr 1975 ging erstmals eine Etappe der Tour de France in Le Lioran zu Ende. Damals verlief die 13. Etappe im Süden der Monts du Cantal, ehe die letzten 6,5 Kilometer leicht ansteigend von Laveissière nach Super Lioran führten. Der Schlussanstieg zum Ziel galt als Bergwertung der 3. Kategorie. Den Etappensieg sicherte sich damals der Belgier Michel Pollentier. Die Tour de France 2011 führte über den Col de Cère, der zur Hälfte der Etappe überquert wurde.
Im Jahr 2016 fand erneut eine Zielankunft in Super Lioran statt, die der Belgier Greg Van Avermaet gewann. Zudem übernahm er das Gelbe Trikot, das er für drei weitere Tage trug. Im Zuge der 5. Etappe führte die Strecke im Finale zunächst über den Pas de Peyrol, Col du Pertus und Col de Font de Cère.
Bei der Tour de France 2024 diente Le Lioran auf der 11. Etappe erneut als Zielort, wobei die Anfahrt über den Col de Font de Cère genutzt wurde.
| Jahr | Etappe     | Etappensieger     | Bergwertung  |
| ---- | ---------- | ----------------- | ------------ |
| 1975 | 13. Etappe | Michel Pollentier | 3. Kategorie |
| 2016 | 05. Etappe | Greg Van Avermaet | keine        |
| 2024 | 11. Etappe | Jonas Vingegaard  | keine        |